# Джон Лайтфут

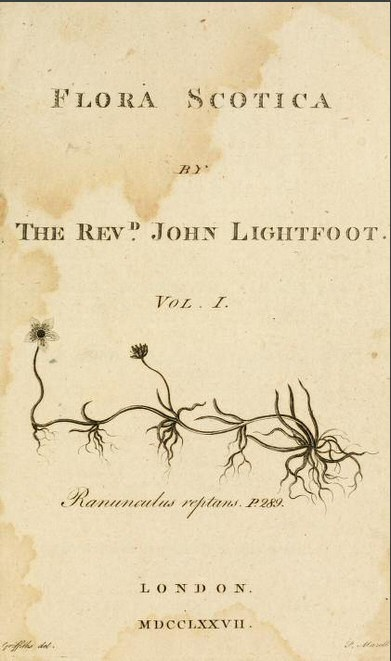
Титульна сторінка праці Дж. Лайтфута Flora Scotica

Джон Лайтфут (англ. John Lightfoot; 1735–1788) — англійський ботанік та конхіолог.

## Біографія
Джон Лайтфут народився 9 грудня 1735 року в невеликому місті Н'юент у графстві Глостершир у сім'ї фермера — йомена Стівена Лайтфута. Навчався у початковій школі у Глостері, потім вступив до Пембрукського коледжу Оксфордського університету. У 1766 році він отримав ступінь магістра мистецтв. Згодом Джон був призначений вікарієм села Колнбрук, через декілька років переїхав до Аксбріджа (нині Аксбрідж включений у територію Лондона). Через декілька років Лайтфут став пастором у селі Готем у Ноттінгемширі.
У 1772 році Томас Пеннант запросив Лайтфута у свою другу подорож по Шотландії та Гебридах, Лайтфут з радістю погодився. Зразки рослин, зібрані Джоном під час цієї подорожі, йому допомагали визначати Джон  Гоуп, Джон Стюарт та інші ботаніки. У 1777 році вийшли два томи написаної за результатами спостережень Лайтфута Flora Scotica. Витрати на видання книги були оплачені Пеннантом. Велика частина ілюстрацій до цієї книги виконав М.Гріффітс (1743–1819), деякі — П.Мазеллі, Г.Сміт та Джеймс Совербі. До другого видання книги, що вийшло у 1789 році, додавалася біографія автора, написана Т. Пеннантом.
У 1785 роціДжон Лайтфут був обраний членом Лондонського Королівського товариства.
Лайтфут був одним із членів-засновників Лондонського Ліннеївського товариства, однак помер незадовго до перших зборів його членів. 20 лютого 1788 року Лайтфут вийшов у магазин. Він помітно заїкався, насилу дійшов до будинку; потім у нього стався інсульт. Після декількох годин у ліжку Джон помер. Він залишив вдову Матильду, доньку мельника з Аксбріджа Вільяма Бертона Рейнса, та двох дітей. У 1802 році Матильда вийшла заміж за барристера Джона Спрінгетта Харві.

## Окремі наукові праці
- Lightfoot, J. (1777). Flora Scotica. 2 vols., 1135 p., 35 pl.
- Lightfoot, J. (1786). An account of some minute British shells, either not duly observed, or totally unnoticed by authors. Philosophical Transactions of the Royal Society of London, 76(1): 160–170.

## Роди, названі на честь Дж. Лайтфута
- Lightfootia Sw., 1788 [syn.  Xylosma G.Forst., 1786, nom. cons.]
- Lightfootia L'Hér., 1789, nom. illeg. [syn.  Wahlenbergia Schrad. ex Roth, 1821, nom. cons.]
- Lightfootia Schreb., 1789, nom. illeg. [syn.  Rondeletia Plum. ex L., 1753]